# Општина Рона де Жос (Марамуреш)
Рона де Жос (рум. Rona de Jos) општина је у Румунији у округу Марамуреш.
Oпштина се налази на надморској висини од 305 m.